# Politifact

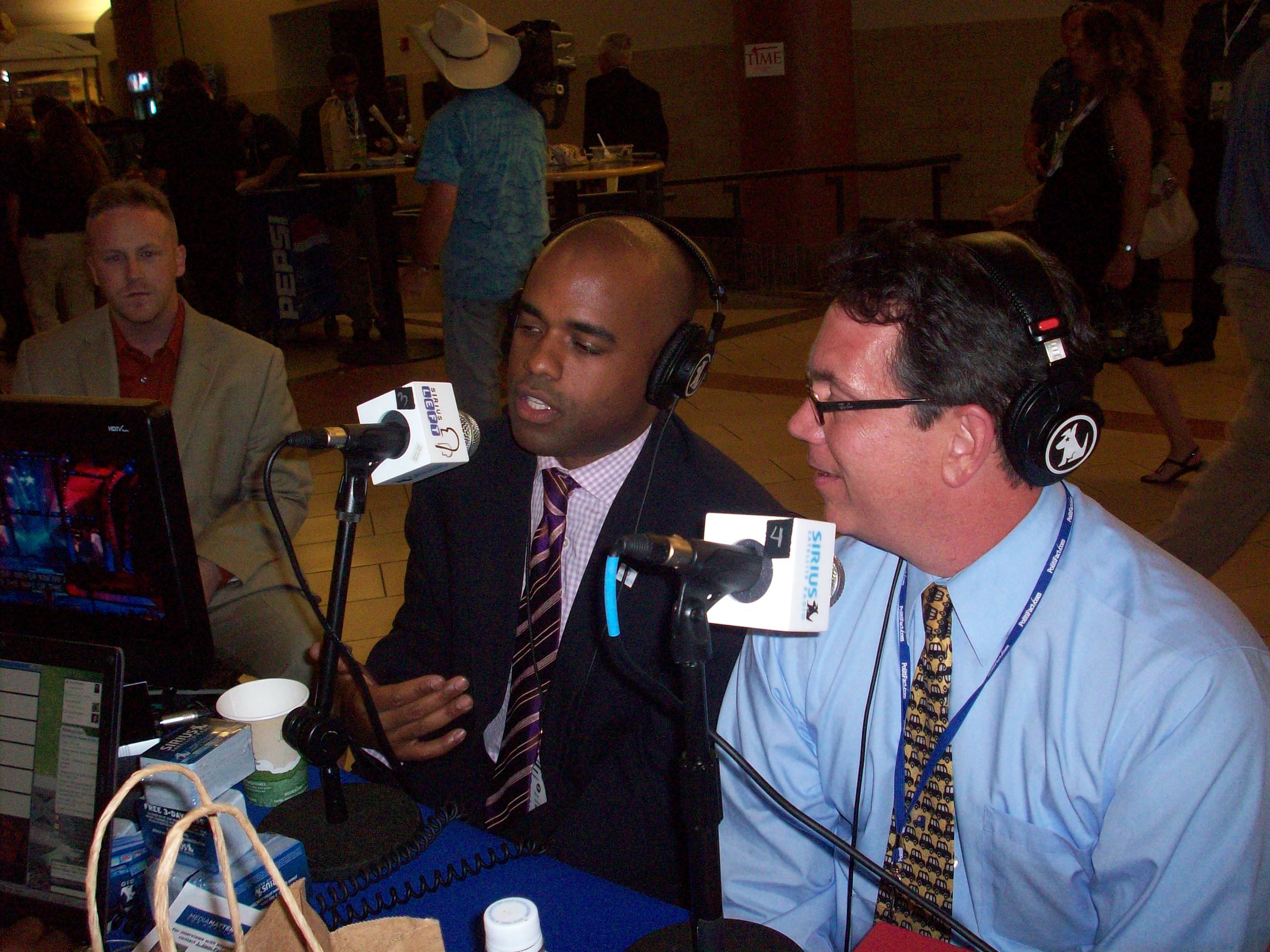
Jamal Simmons et Bill Adair du site PolitiFact, lors du premier jour de la Convention Nationale Démocrate de 2008

PolitiFact est un site internet de vérification des faits (factchecking américain), qui vérifie la véracité des promesses et engagements pris par les politiques américains. Il appartient au St. Petersburg Times.
Le site vérifie les promesses et les déclarations des personnalités politiques. Chaque déclaration est répartie en six catégories de véracité : vrai, principalement vrai, moitié-vrai, principalement faux et "pants on fire" (pantalon en feu) pour les déclarations outrancièrement fausses. Cette grille est adaptée différemment pour juger les réalisations des promesses de campagnes des présidents américains à travers un Obama-mètre, qui devint en 2017 un Trump-o-mètre.
Créé en 2007, PolitiFact a gagné le Prix Pulitzer en 2009 dans la catégorie National reporting pour son examen de 750 déclarations faites durant la campagne pour l'élection présidentielle américaine de 2008.